# Galium rotundifolium
Galium rotundifolium es una especie de planta herbácea perennifolia de la familia Rubiaceae. 

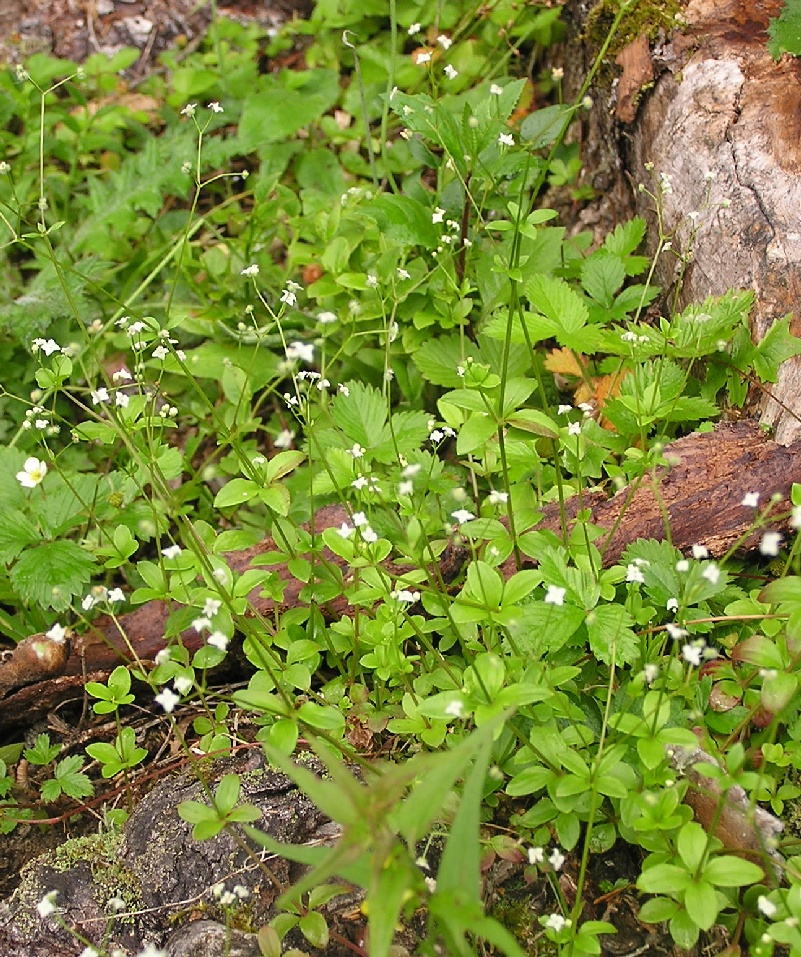
En su hábitat

## Descripción
Es una planta perenne con delgados estolones radicantes rastreros, y tallos delgados, la mayoría glabros, de hasta 20 cm de longitud. Hojas ovadas o casi redondeadas, cortamente pecioladas, casi lampiñas. Flores blancas a veces verdosas, de 3-3,5 mm, de pétalos extendidos, en inflorescencias de bastante pocas flores, laxas y de parte superior plana, con pocas brácteas,. Fruto con pelos ganchudos extendidos. Florece en primavera y verano.

## Distribución y hábitat
En el oeste, centro y sur de Europa. Habita en bosques.

## Taxonomía
Galium rotundifolium fue descrita por Carlos Linneo y publicado en Species Plantarum 1: 108, en el año 1753.
Etimología
Galium: nombre genérico que deriva de la palabra griega gala que significa  "leche",  en alusión al hecho de que algunas especies fueron utilizadas para cuajar la leche.
rotundifolium: epíteto latíno que significa "con hojas redondas".
Citología
Número de cromosomas de Galium rotundifolium (Fam. Rubiaceae) y táxones infraespecíficos: 2n=22.
Sinonimia
- Galium decipiens Ehrh.
- Galium linckii J.F.Gmel.
- Galium rotundifolium var. batallae O.Bolòs & Vigo
- Galium rotundifolium var. decipiens Nyman
- Galium rotundifolium subsp. hirsutum (Ten.) Brullo, Scelsi & Spamp.
- Galium rotundifolium var. hirsutum Ten.
- Galium rotundum Thunb.
- Trichogalium rotundifolium (L.) Fourr.[6]